# Coup d'État somalien de 1969
Le coup d'État somalien de 1969 marqua une rupture brutale dans l'histoire politique de la République somalie. Survenu le 21 octobre 1969, il vit des officiers de l'armée nationale somalienne, regroupés au sein du Conseil suprême révolutionnaire sous la houlette du général Siad Barre, s'emparer du pouvoir par la force. Cet événement, consécutif à l'assassinat du président Abdirashid Shermarke à Las Anod, se déroula sans effusion de sang notable. Les troupes sous le commandement de Barre investirent Mogadiscio, s'emparèrent des édifices gouvernementaux et contraignirent les dirigeants du pays à abdiquer. Ce coup de force écarta du pouvoir le président par intérim Cheikh Mukhtar Hussein et le Premier ministre Mohamed Ibrahim Egal, inaugurant ainsi une longue période de régime militaire sous la férule de Siad Barre. Durant vingt et un ans, le pays fut soumis à un régime autoritaire, dont l'effondrement intervint en 1991.
Les tensions politiques, exacerbées par les controversées élections parlementaires de mars 1969, ont finalement débouché sur un coup d'État. Cet événement, premier du genre à aboutir après un essai manqué en 1961, a mis fin à la République somalienne. Un Conseil suprême révolutionnaire s'est alors institué, donnant naissance à la République démocratique somalienne socialiste, régime qui perdurera jusqu'à sa chute en 1991.

## Contexte
En 1960, la Somalie accéda à l'indépendance, donnant ainsi naissance à la République somalie. Cette nouvelle entité politique résulta de l'union de deux anciennes colonies : la Somalie italien et la Somalie britannique. Les premiers à diriger cette jeune nation furent Aden Abdullah Osman Daar, investi de la fonction présidentielle, et Abdirashid Ali Shermarke, Premier ministre issu de la Ligue de la jeunesse somalienne.
En dépit de l’adoption d’une nouvelle loi fondamentale, la Somalie a perduré dans un état de fragmentation profonde, minée par des dissensions ethniques, politiques et claniques. En 1961, une sédition militaire, fomentée par de jeunes officiers subalternes dans le nord du pays, fut réprimée dans le sang, causant la mort d’un officier. Les premières élections législatives, organisées en 1964, donnèrent une victoire éclatante à la Ligue de la Jeunesse Somalie, qui s’adjugea soixante-neuf sièges sur les cent vingt-trois que comptait l’Assemblée nationale. Les autres sièges furent répartis entre onze formations politiques. En 1967, Abdirashid Ali Shermarke, Premier ministre d’origine italienne et membre éminent de la Ligue, accéda à la présidence de la République. De nouvelles élections législatives furent convoquées en mars 1969, avec une participation record de soixante-quatre partis. La Ligue de la Jeunesse Somalie fut la seule formation à présenter des candidats dans toutes les circonscriptions. Ce foisonnement de partis était caractéristique du paysage politique somalien, marqué par une grande diversité clanique et ethnique. Les conditions d’accès à la compétition électorale étaient d’ailleurs des plus souples, puisqu’il suffisait d’obtenir le parrainage d’un clan ou de cinq cents électeurs. Les élections furent entachées de nombreuses irrégularités et donnèrent lieu à de violentes contestations. Des allégations de fraudes et de corruption envenimèrent le climat politique et plus d’une vingtaine de personnes perdirent la vie dans les émeutes. La Ligue de la Jeunesse Somalie, qui sortit largement victorieuse de ce scrutin contesté, fut accusée d’exercer un pouvoir de plus en plus autoritaire. Ces accusations furent renforcées par l’attitude du nouveau gouvernement, dirigé par le Premier ministre Egal, qui fit preuve d’une grande indulgence à l’égard des fraudes et des actes de corruption.
Siad Barre, général de division issu du clan Darod, ancien officier de police sous l'administration coloniale italienne, exerça les fonctions de commandant en chef des forces armées somaliennes. Ardent défenseur des idéaux marxistes et nationalistes, il prit la tête du Conseil Suprême de la Révolution, un directoire militaire composé d'officiers de haut rang, du général au capitaine, qui s'empara du pouvoir.

## Le putsch

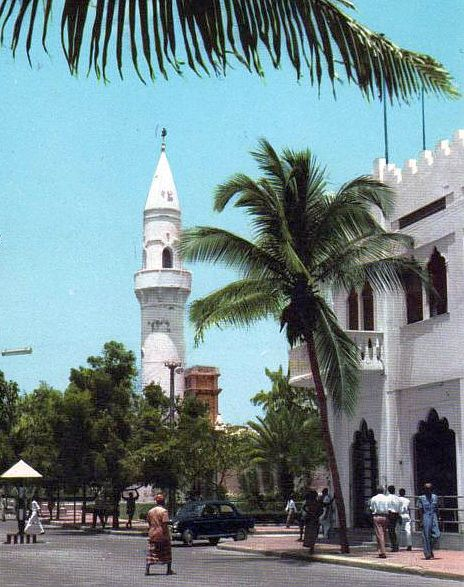
Centre-ville de Mogadiscio en 1963.

Le 15 octobre 1969, Abdirashid Ali Shermarke, second président de la Somalie postcoloniale, périt sous les balles de son garde du corps, lors de sa descente d’un véhicule, dans la ville septentrionale de Las Anod. Cet attentat entraîna la nomination d’un président intérimaire, Cheikh Mukhtar Mohamed Hussein. L’édifice républicain fut cependant ébranlé dès le lendemain des obsèques de Sharmarke par un coup de force militaire.
En 1970, douze mois après avoir usurpé le pouvoir par la force, Siad Barre proclama la Somalie État socialiste et initia un vaste projet de « somalisation » du pays. Ce dessein ambitieux visait à atténuer les liens de fidélité claniques, séculaires et tenaces, afin de forger une nation somalie, unie et dévouée au bien commun,.

## Conséquences
À l'issue du coup d'État, un organe collégial de 25 membres, dénommé Conseil Suprême de la Révolution et équivalant à une junte militaire, s'est arrogé l'intégralité des pouvoirs étatiques. Cette assemblée, autoproclamée, a supplanté les institutions républicaines existantes, à savoir la présidence, le Parlement et le gouvernement. Le nouveau régime, ayant rebaptisé le pays en République démocratique somalienne, a procédé à une épuration drastique de l'appareil d'État. Les formations politiques ont été dissoutes, les opposants politiques, dont l'ancien Premier ministre Egal, incarcérés pour de longues périodes et les dissidents sévèrement réprimés. Des luttes intestines ont rapidement déchiré le Conseil Suprême de la Révolution, Siad Barre parvenant à s'imposer comme figure tutélaire. Cette ascension fut toutefois marquée par une violence extrême : Salaad Gabeyre Kediye, considéré comme le « père de la Révolution », et le colonel Abdulkadir Dheel furent exécutés publiquement en 1972, fusillés par un peloton d'exécution. 

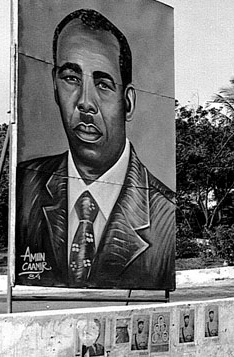
Affiche de Siad Barre à Mogadiscio.

Siad Barre, que l'on surnommait le « Leader victorieux », entreprit dès son avènement au pouvoir d'orienter son pays vers un modèle socialiste scientifique. Soucieux de forger une identité nationale somalienne, il s'attacha à réduire l'emprise séculaire des clans, véritables piliers de la société traditionnelle. Ainsi, les populations nomades furent sédentarisées et regroupées en communautés agricoles, tandis qu'une vaste campagne d'alphabétisation était mise en œuvre. Les femmes, quant à elles, bénéficièrent de nouvelles prérogatives. Par ailleurs, l'adoption de l'alphabet latin pour transcrire la langue somalie marqua une étape importante dans la modernisation du pays. Fort du soutien de l'Union soviétique, qui lui fournit armes et instructeurs, Barre dota la Somalie d'une puissante armée, l'une des plus redoutées du continent africain. Ce renforcement militaire s'accompagna d'un véritable culte de la personnalité, le dirigeant s'inspirant notamment des modèles nord-coréen et égyptien. Durant ses vingt et une années de règne, Barre incarna ainsi un pouvoir fort, centralisé et modernisateur.

## Allégations d'implication soviétique
Bien que l'on ne dispose d'aucun indice formel attestant de cette hypothèse, les soupçons d'une intervention soviétique dans le renversement du gouvernement sont tenacement ancrés dans l'opinion publique depuis la prise de pouvoir de 1969. En cette période, la Somalie, fraîchement émancipée du joug colonial, bénéficiait d'un appui militaire considérable de l'Union soviétique, qui lui fournissait abondamment en véhicules, en armes légères et en assistance technique par l'intermédiaire de conseillers. Par ailleurs, un grand nombre d'officiers somaliens avaient été formés dans les écoles militaires soviétiques, et l'URSS entretenait une base navale d'importance sur le territoire somalien. Toutefois, après le coup de force, les Soviétiques se montrèrent circonspects à l'égard du nouveau régime, ne paraissant pas cerner avec précision les orientations politiques de la junte. Il est établi que la représentation du KGB à Mogadiscio avait été informée du complot avant son exécution et que certains des conjurés étaient des agents soviétiques.
Selon les archives Mitrokhine et les travaux de l'historien de Cambridge Christopher Andrew, Salaad Gabeyre Kediye, figure majeure du putsch de 1972, aurait été un agent double au service du KGB, opérant sous le pseudonyme d'« OPERATOR ». Son exécution, survenue la même année, marque un tournant tragique dans cette affaire.